# Нарочанский национальный парк
Нарочанский национальный парк (бел. Нарачанскі нацыянальны парк) — национальный парк в Беларуси, охватывающий северо-западную часть Минской области, западную часть Витебской и северную часть Гродненской области и занимающий площадь в 87,3 тысячи га.
17 % площади парка занимают озёра, всего их насчитывается около 40. Озёра окружены нетронутыми лесами с редкими видами животных. Всего на территории Нарочанского национального парка расположено три группы озёр: Болдукская, Нарочанская и Мядельская. Заглавное место в Нарочанской группе озёр занимает озеро Нарочь. Это самое крупное естественное водохранилище в Беларуси (площадь — 80 км²). Средняя глубина озера составляет 9 м, длина — 13 км, ширина 10 км. В озеро впадают два десятка ручьёв и небольшая речка, а вытекает река Нарочь. Вода в озере очень чистая, что позволяет разводить здесь сиговых рыб.

## Растительный мир

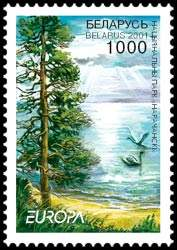
Почтовая марка Республики Беларусь, посвящённая национальному парку

Растительный мир на территории Нарочанского парка отражает типичную структуру подтаёжных широколиственно-еловых лесов юго-запада Белорусского Поозёрья.
Во флоре национального парка насчитывается около 1400 видов высших растений, из них более 107 редких и исчезающих видов. Современный растительный покров представлен лесами, лугами, болотами и кустарниками.
Наиболее крупные лесные массивы приурочены к юго-западным отрогам Свенцянских гряд и Принарочанско-Мядельской возвышенной части Нарочанско-Вилейской низины.
Сильные изменения претерпела болотная и луговая растительность. Значительные площади болот (низинного и переходного типов) и заболоченных лугов подверглись гидротехнической мелиорации.

## Животный мир
На территории национального парка находится ряд ценных с фаунистической точки зрения природных объектов. К ним относятся урочища: Голубые озера, Черемшица, Некасецкий, Пасынки, Рудаково, Урлики.
Район озера Нарочь отличается разнообразной фауной. Сеть водоёмов создаёт условия для существования богатого комплекса водных животных: рыб, прибрежных наземных позвоночных; обеспечивает возможность концентрации здесь разнообразных водоплавающих птиц в период сезонных миграций. На территории национального парка обитает не менее 243 видов наземных позвоночных животных: 10 видов амфибий; 5 видов рептилий; не менее 179 видов гнездящихся и около 40 видов перелётных, зимующих, залётных птиц; 49 видов млекопитающих.
Из орнитокомплексов региона наиболее богатый — лесной, к которому относится 95 видов птиц. Среди них такие виды северотаежного комплекса, как рябчик, мохноногий сыч, кедровка и др. Достаточно полно представлен водный орнитокомплекс, который включает 35 видов. Птицы открытых пространств представлены 32 видами, верховых болот — включают 3 редких вида (белая куропатка, большой кроншнеп, серый сорокопут), населённых пунктов — 14 видами.
Лесные массивы Нарочанского края являются зимними местообитаниями копытных и не в состоянии обеспечить существование сколько-нибудь крупных популяций лося, кабана, косули в течение круглого года.
В ихтиофауне рек и озёр региона отмечено 32 вида рыб, в том числе ручьевая форель, голавль, гольян, быстрянка, голец, колюшка, ряпушка, пелядь, сиг, язь и др.
На этой территории выделены участки, представляющие собой особую фаунистическую ценность: район заказника «Черемшица», на территории которого обитает барсук, чернозобая гагара, большая выпь, гоголь, крохаль и др. В районе озера Дягили обитают белая куропатка, серый журавль, скопа, гадюка и др. В лесном массиве между озером Большие Швакшты и заказником «Голубые озера» обитают барсук, гоголь, крохаль, чёрный аист, филин и др.

## История создания

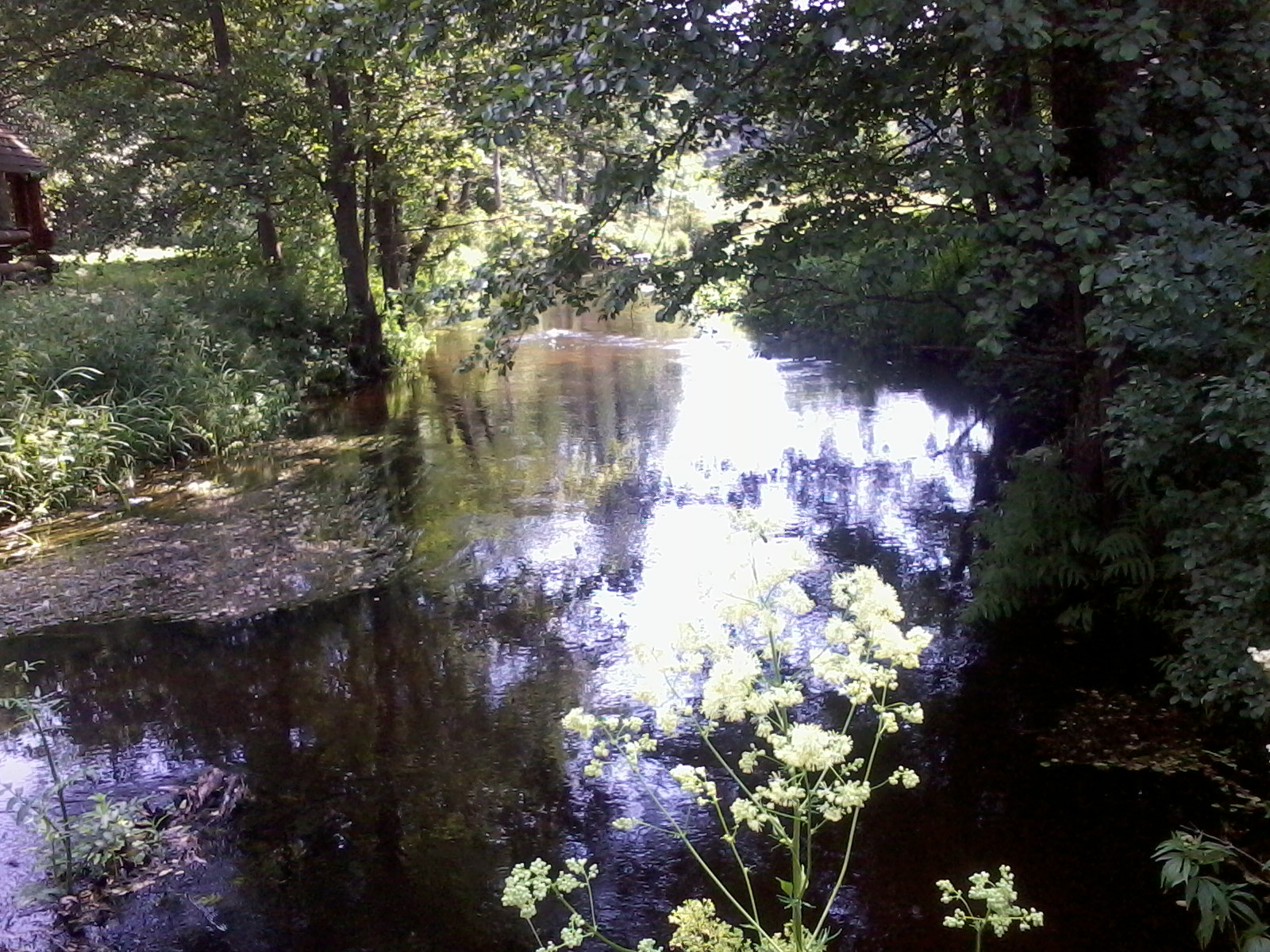
Река Страча на территории парка

Нарочанский национальный парк создан указом президента Республики Беларусь 28 июля 1999 г. № 447 в целях сохранения уникальных природных комплексов, более полного и эффективного использования рекреационных возможностей природных ресурсов Мядельского района и сопредельных с ним территорий.
В состав национального парка входит 7 заказников:
- «Голубые озёра» (ландшафтный);
- «Некасецкий», «Черемшицы» и «Швакшты» (гидрологические);
- «Полуостров Черевки» (геологический);
- «Рудаково», «Пасынки» (биологические).

## Памятники архитектуры
Памятники архитектуры на территории национального парка представлены культовыми сооружениями (католическая церковь Божией Матери Скапулярия XVII века в городе Мядель, Андреевский костёл и церковь в деревне Нарочь, Николаевский костел и деревянная церковь в городском посёлке Свирь, монастырь кармелитов XVIII века в деревне Засвирь, костёл XIX века в деревне Константиново, костел Матери Божьей в городском посёлке Кривичи и др.), усадебными комплексами и старинными парками (курортный посёлок Нарочь, городской посёлок Свирь, деревни Константиново, Комарово, Ольшево и др.).

## Дополнительная информация
Нарочанский край располагается в переходной зоне двух историко-этнографических районов — Понеманья и Подвинья (Поозерья). Археологические памятники второй половины I и начала II тысячелетия н. э. свидетельствуют о совместном проживании на этой территории балтских и славянских племён.
Древнейшие археологические памятники Нарочанского края относятся к мезолиту (среднему каменному веку) и датируются VII—VI тысячелетием до н. э. (стоянки возле деревень Кусевщина, Струголапы, Лапоси, Красяны). Культурный пласт эпохи неолита, известный по раскопкам у деревень Никольцы и Кочерги (культура ямочно-гребенчатой керамики) относится к IV—III тыс. до н. э. Памятники культуры шнуровой керамики представлены археологическими находками у деревень Никольцы, Рыбки, Расохи (стоянки бронзового века 2200—700 гг. до н. э.). Следы древней эпохи железного века сравнительно хорошо сохранились в виде курганных могильников, городищ и селищ (д. Олешки, Гуски, Шкляниково, Засвирь и др.).

## Монета «Национальные парки и заповедники Беларуси»
Монеты серии номиналом 20 рублей массой 33,63 г и диаметром 38,61 мм отчеканены из серебра 925 пробы в качестве proof на Польском монетном дворе.
Аверс: герб и название государства, номинал и год выпуска, проба металла (у монеты «Беловежская пуща» не указана), орнамент. Реверс: изображение животного, его название и название ООПТ на белорусском языке. Гурт рубчатый. Дизайн: С. Заскевич. Тираж монеты — 2000 штук.
| 2003 |  | Нац. парк «Нарочанский». Лебедь-шипун бел. НАЦЫЯНАЛЬНЫ ПАРК "НАРАЧАНСКІ". ЛЕБЕДЗЬ-ШЫПУН |